# Inter Nationes

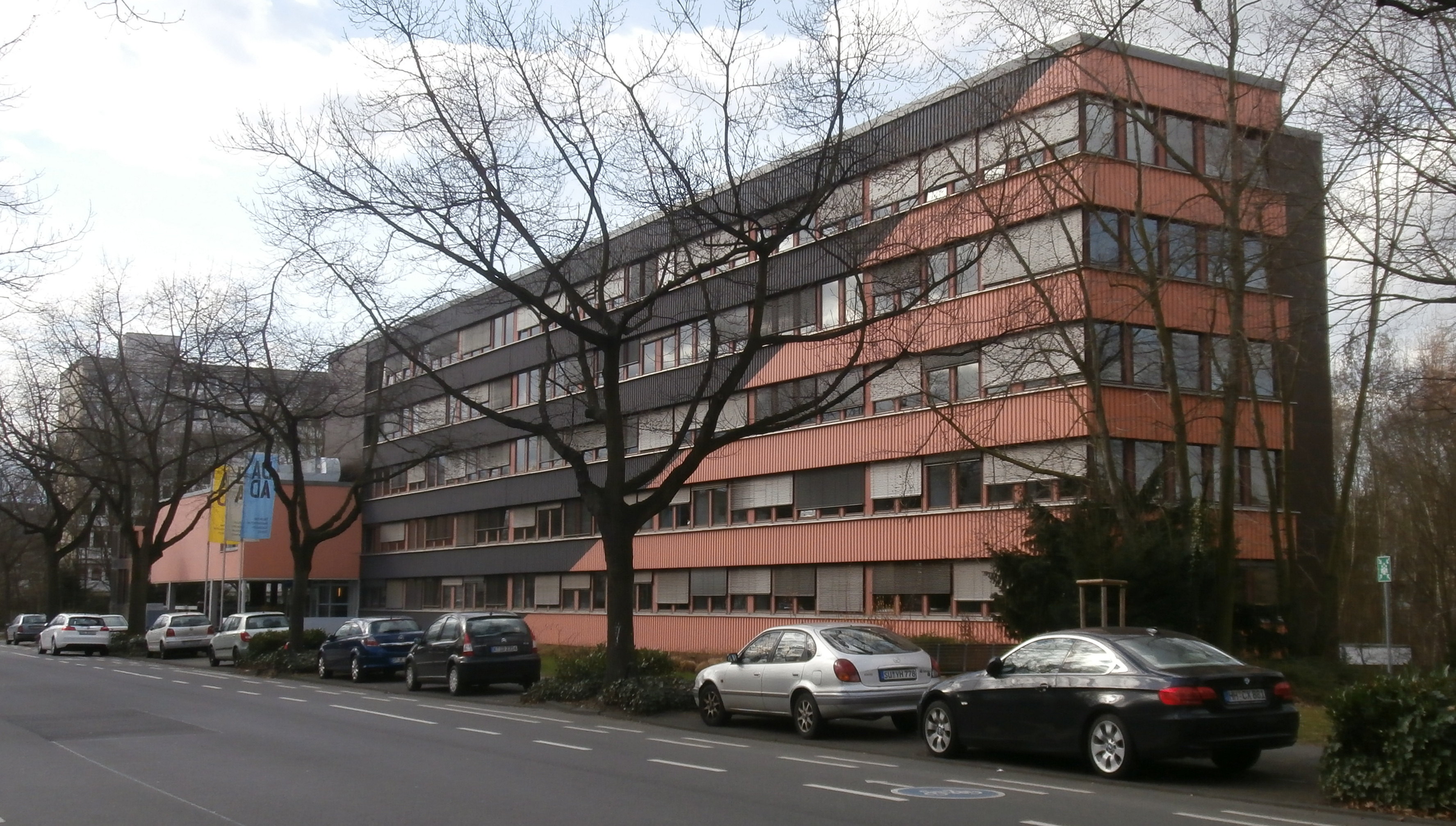
Sitz von Inter Nationes ab 1965 in Bonn, Kennedyallee 91–103. Heute Sitz des DAAD (2014)

Inter Nationes (IN) war ein eingetragener Verein, der 1952 in Bonn gegründet wurde und bis zum Jahr 2000 bestand. Am 21. September 2000 fusionierte der Verein mit dem Goethe-Institut, das von 2001 bis 2003 „Goethe-Institut Inter Nationes“ hieß. Vereinszweck war die Herstellung und der Vertrieb von Informationsmaterial über deutsches Kulturgut im Ausland.

## Gründung
Die Gründung von Inter Nationes geht auf Bemühungen der Bundesregierung unter Konrad Adenauer im Sommer 1951 zurück, in den USA eine Organisation für Public Relations aufzubauen. Die Initiative ging dann vom Bundespresseamt aus, das die New Yorker Firma „The Roy Bernard Co.“ unter der Leitung von Roy Blumenthal engagierte. Blumenthal brauchte ein ihn unterstützendes Büro in Bonn, wo zu diesem Zweck – zunächst als Dienststelle des Bundespresseamtes – „Inter Nationes“ gegründet wurde. Leiter war Richard Mönnig, der bereits in der Weimarer Republik von 1925 bis 1933 das ähnlich gelagerte Terra-Mare-Office geleitet hatte und auch von 1933 bis 1945 der staatlichen Auslandspropaganda diente. Im Januar 1953 wurde IN in einen eingetragenen Verein (e. V.) umgewandelt: Vorsitzender war Mönnig, zum Vorsitzenden des Verwaltungsrats wurde Bundespressechef Felix von Eckardt bestellt, Mitglieder des Verwaltungsrates waren Staatssekretär Walter Hallstein (CDU), Carlo Schmid, MdB (SPD), und Rudolf Vogel, MdB (CDU).

## Tätigkeit
Inter Nationes wurde in den folgenden Jahren weltweit tätig und verteilte Informationen und Literatur über Deutschland über die Auslandsvertretungen und später über die Goethe-Institute in der ganzen Welt. In Bonn organisierte Inter Nationes die Betreuung ausländischer Staatsgäste und Staatsbesuche.

## Fusion mit dem Goethe-Institut
Ab Mitte der 1990er-Jahre geriet der Verein zunehmend in die Kritik wegen mangelnder Ausgabenkontrolle. Im Zuge der Sparmaßnahmen der neuen rot-grünen Bundesregierung ab 1999 wurden Kooperationsverhandlungen zwischen IN und dem Goethe-Institut aufgenommen, die dann im Jahr 2000 zur Fusion der beiden Vereine führten. Der letzte Generalsekretär von Inter Nationes war Peter Sötje (SPD).

## Bekannte Mitarbeiter
- Max Rudolf Kaufmann, von 1952 bis 1963 für IN tätig, Leiter der „Orientabteilung“ (Türkei und Naher Osten);
- Götz Fehr, von 1968 bis 1979 Direktor von IN;
- Norbert Ryska, übte Anfang der 1970er Jahre eine Nebentätigkeit bei IN aus;
- Andreas Lobenstein, von 1993 bis 1996 Mitarbeiter von IN;
- Bernd Desinger, leitete von 2002 bis 2005 die Bonner Zentrale von IN;
- Hans-Jochen Schmidt, von 1975 bis 1977 Betreuer bei Inter Nationes;